# Étinehem-Méricourt
Étinehem-Méricourt község Franciaország Hauts-de-France régiójában, Somme megyében. Új községként 2017. január 1-jén jött létre Étinehem és Méricourt-sur-Somme korábbi községek egyesítésével. Lakosainak száma 596 fő (2022. január 1.).

## Népesség
| Lakosok száma | 592  | 592  | 596  | 592  | 593  | 595  | 596  |
|               | 2015 | 2017 | 2018 | 2019 | 2020 | 2021 | 2022 |